# Pegging

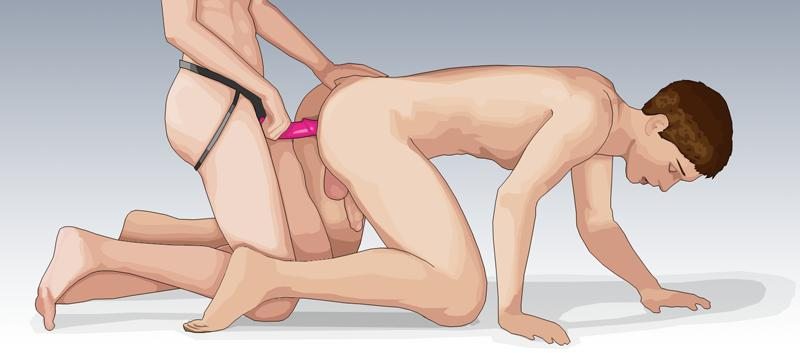
Minh họa người nữ dùng dildo để "pegging" cho người nam

Pegging (nghĩa đen: đóng cọc) là từ lóng chỉ việc người nữ đeo một cái dương vật giả và đưa vào hậu môn của người nam để thực hiện quan hệ tình dục. Các hành động kích thích khoái cảm khác như liếm dương vật, ngậm bìu dái cũng có thể đi kèm theo.